# 厄爾凱尼

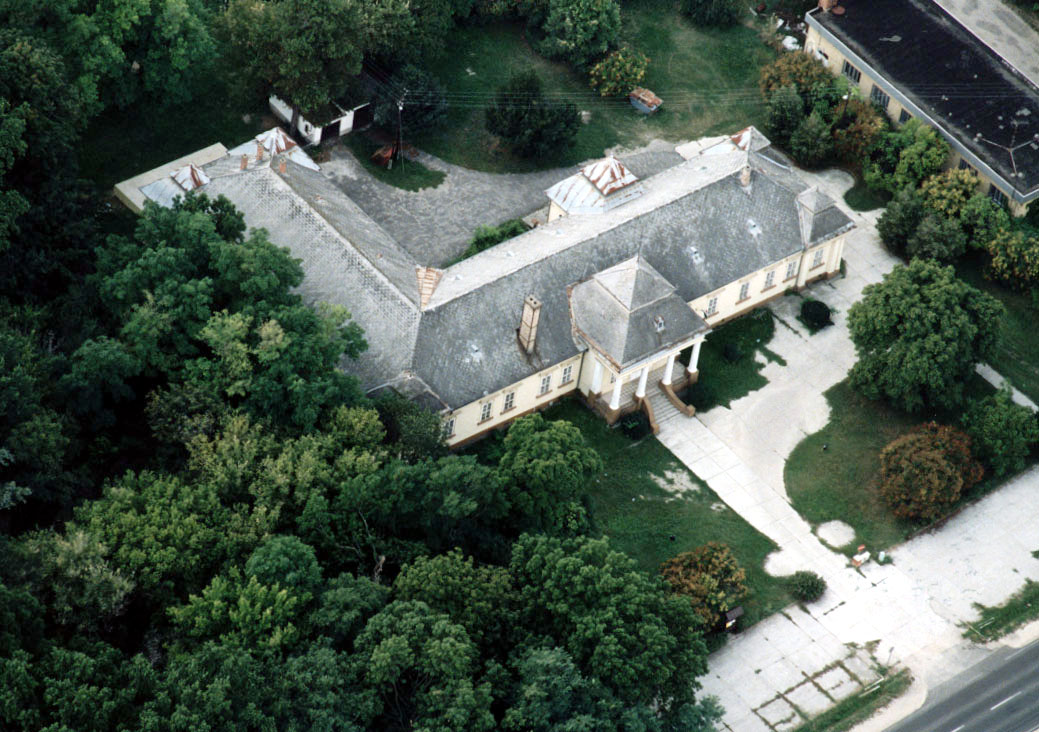

厄爾凱尼是匈牙利的城鎮，位於該國中部，距離首都布達佩斯50公里，由佩斯州負責管轄，面積36.44平方公里，2011年人口4,893，其中約六成居民信奉天主教。